# Kronstadt-opstanden
Kronstadt-opstanden i marts 1921 var en matrosopstand på den baltiske flådefæstning Kronstadt på Kotlin-øen i Østersøen cirka 30 km fra Petrograd (Petersborg) som rettede sig mod hvad oprørerne opfattede som Lenins og det nydannede Sovjetiske Kommunistpartis (SUKP) tiltagende diktatoriske styre og magtfuldkommenhed.
Oprøret startede den 26. februar da nyheden om en række strejker i Moskva og Petrograd som vendte sig imod sovjetstatens såkaldte "krigskommunisme" nåede til Kronstadt, og det kulminerede den 1. marts med et møde på Ankerpladsen på flådestationen. Det anslås at omkring 15 tusind arbejdere, soldater og matroser var mødt op, hvilket svarer til en tredjedel af Kotlin-øens befolkning. Tilstede ved mødet var også Mikhail Kalinin og Østersøflådens politiske kommissær Kuzmin og til mødeleder valgtes Vasiljev, den bolsjevikkiske formand for den lokale ( Sovjet (råd)). Men stik imod alle protester fra Kalinin og enkelte andre af de tilstedeværende repræsentanter for bolsjevik-regeringen vedtog mødet en femten punkts resolution hvis udkast var designet og fremført væsentligst af mødets oprindelige dirigent matrosen Stephan Maximoff Petritjenko, en tidligere bolsjevik sympatisør, og hvis hovedkrav var som følger: "nyvalg til sovjetterne" via almen fri "hemmelig afstemning og fri forudgående valgagitation", samt "tale og pressefrihed for arbejdere og bønder, anarkister og venstreorienterede partier" og "forsamlingsfrihed, frihed for fagforeninger og bondesammenslutninger" frihed for "alle politiske fanger, som tilhører socialistiske partier, så vel som alle arbejdere og bønder, soldater og matroser, der er blevet fængslet i forbindelse med arbejder- og bondebevægelser."
Herudover stillede man krav om at der skulle nedsættes "en kommission til gennemgang af akterne i alle processer mod indsatte i fængsler eller koncentrationslejre." Resolutionen rettede derefter et direkte angreb på bolsjevikkernes magtmonopol med et krav om at "intet enkeltpart må have monopol på propaganda for sine ideer" eller "modtage penge fra staten til dette formål." Man krævede fjernelse af bolsjevikpartiets "kommissærer" fra "alle troppeenheder" og i "fabrikker og værksteder" og at evt. brug af kommissærer i stedet skulle overlades til "arbejdernes skøn." Endeligt krævede man at "bønderne" skulle have "fuld ret til at bestemme over al deres jord som de vil, og til at eje kvæg, så længe de selv kan passe det, dvs. ikke anvender lønnet arbejdskraft." Resolutionen blev vedtaget med et overvældende flertal på et åbent møde på flådestationen, imod stemte kun to af de tilstedeværende.
Umiddelbart efter vedtagelsen af resolutionen, indespærrede oprørerne samtlige medlemmer af bolsjevikpartiet som gidsler, og slog samtidigt fast, at det var rent opspind, at deres desertering kunne få som konsekvens, at sovjetregering umiddelbart ville angribe byen. Den tredje marts svarede regeringensorganerne igen ved i en udsendelse fra 'radio Rosta Moskow' at udråbe oprørerne som "mytterister" og påstande om at oprøret var et "SR" (Socialrevolutionært/Kerenskij) planlagt og ledet kup dirigeret fra "Paris" med det formål at "omstyrte Sovjetmagten", samt at den virkelige leder af oprøret var "en zarisk general" som angiveligt skulle befinde sig "i skjul bag" oprørernes "ryg".
Opstanden udgjorde et stort politisk problem for kommunistpartiet. For det første fordi den vedtagne resolution var klart venstreorienteret i indhold og for det andet fordi flådestationen og dens matroser havde været en afgørende bastion for bolsjevikkernes og dermed kommunistpartiets magtovertagelse i oktober 1917 og for det tredje fordi man mente at indrømmelser på disse punkter ville betyde omstyrtelse af Lenins og kommunistpartiets magt. Man gjorde nogle spæde forsøg på at forhandle sig til rette. Sovjets præsident Mikhail Kalinin sendtes ud til flådestationen, men han havde ikke mandat til at give efter på disse afgørende punkter og befandt sig blandt de to stemmer der stemtes ned under ovenstående møde. Matroserne ville ikke opgive kravet om frihed for opposionelle venstreorienterede partier og nyvalg til sovjetterne og i sidste ende valgte bolsjevikkerne at fremstille oprøret som ledet af højreorienterede kræfter og "provokatoriske elementer" og den Franske efterretningstjeneste, hvorefter man satte den Røde Hær ind med omkring 60 tusind tropper under ledelse af Mikhail Tukhachevsky og stormede fortet over isen den 7. marts.
Oprøret nedkæmpedes blodigt. Den Røde Hær som måtte kæmpe på åben is og i gadekampe mod en stærkt bevæbnet bastion led meget betydelige tab. Den Røde Hærs officielle tabstal var 527 omkomne og 3285 sårede. Tabene på oprørenes side under selve kampene er usikre. Petritjenko og en del oprørere undslap over isen til den nyligt etablerede finske republik og historikere har beregnet at mellem 1200 og 2168 blev henrettet af tropper fra tjekaen og den Røde Hær i dagene efter oprøret. Et tilsvarende antal sendtes i fængsel og lejre i dagene efter oprørets nedkæmpelse. De officielle sovjetiske tal angav at omkring tusind oprørere blev dræbt og to tusind såret, samt at der var mellem 2300 og 6528 tilfangetagne og at det lykkedes mellem seks og otte tusind oprørere at undslippe til Finland. Omkring 1050 til 1272 fanger blev senere frigivet og mellem 750 og 1486 fik domme på fem års straffearbejde.
Episoden førte på én og samme tid til en stramning fra kommunistpartiet med forbud mod oppositionelle partier, dannelse af en ét-partistat og en opblødning med den såkaldte NEP-politik (den "nye økonomiske politik") som åbnede op for et vist mål af markedsøkonomi i et forsøg på at dæmme op for den tiltagende utilfredshed blandt bondebefolkningen.
Kronstadt episoden har siden 1921 været et kardinalpunkt i venstreorienteret, socialistisk og marxistisk, venstreradikal, anarkistisk, såvel som socialdemokratisk funderet kritik af Sovjetstyret og især Lenins og Trotskijs personlige optræden. Påstanden er typisk at med nedkæmpelsen af Kronstadt-opstanden og den efterfølgende cementering af en étpartistat lagde Lenin og Trotskij grundpillerne til Stalins senere magtovertagelse, terror og magtmisbrug. Denne pointe har været genstand for mange og voldsomme polemikker på venstrefløjen siden 1921 og bestrides stærkt ikke kun af de kommunistiske regimers tilhængere men også af de forskellige trotskistisk orienterede bevægelser (trotskisme).[kilde mangler]